# Ескарго
Ескарго (фр. escargots фр. вимова: [ɛs.kaʁ.ɡo]) — вишукана, делікатесна закуска переважної більшості кухонь Середземномор'я. Назва походить від французького слова «escargot», що значить «їстівний равлик».

## Історія
Давні греки знали про їстівні властивості, смачність й поживність равликів. Ними вони прикрашали свої святкові столи.
Стародавні римляни вважали страву з равликів вишуканою, про що йдеться в працях Плінія Старшого. Молочний (іспанський) равлик відомий з розкопок римського міста Волубіліс в сучасному Марокко. Римляни тримали равликів в спеціальних равликових садах і відгодовували равликів, взятих з природи, ароматичними травами, особливо чебрецем, що додавало м'ясу равликів особливий аромат і смак. Відгодованих борошном і вином равликів подавали до імператорського столу.
Традиції споживання равликів збереглися в південній Галлії після падіння західної Римської імперії. Саме у Провансі (колишня Нарбоннська Галлія) удосконалилася страва, де отримала назву «escaragol». Водночас поширилася до Іспанії та Португалії.
Після альбігойських війн XIII ст. Традиція поступово перейшла до французького королівського двору, де страва отримала назву «escargol». Завершення формування французького варіанту відбулося в часи Ренессансу, де подавалася на бенкети королів та знаті.
У XIX ст. стає відомим рецепт Ескарго де Бургонь (равлики по-бургундськи), які приготував бургундський ресторатор Антуан Карем для зустрічі міністра Шарля Моріса Талейрана з російським імператором Олександром I. Невдовзі страва стає популярною у Великій Британії, а звідси перейшла до США.

## Характеристика

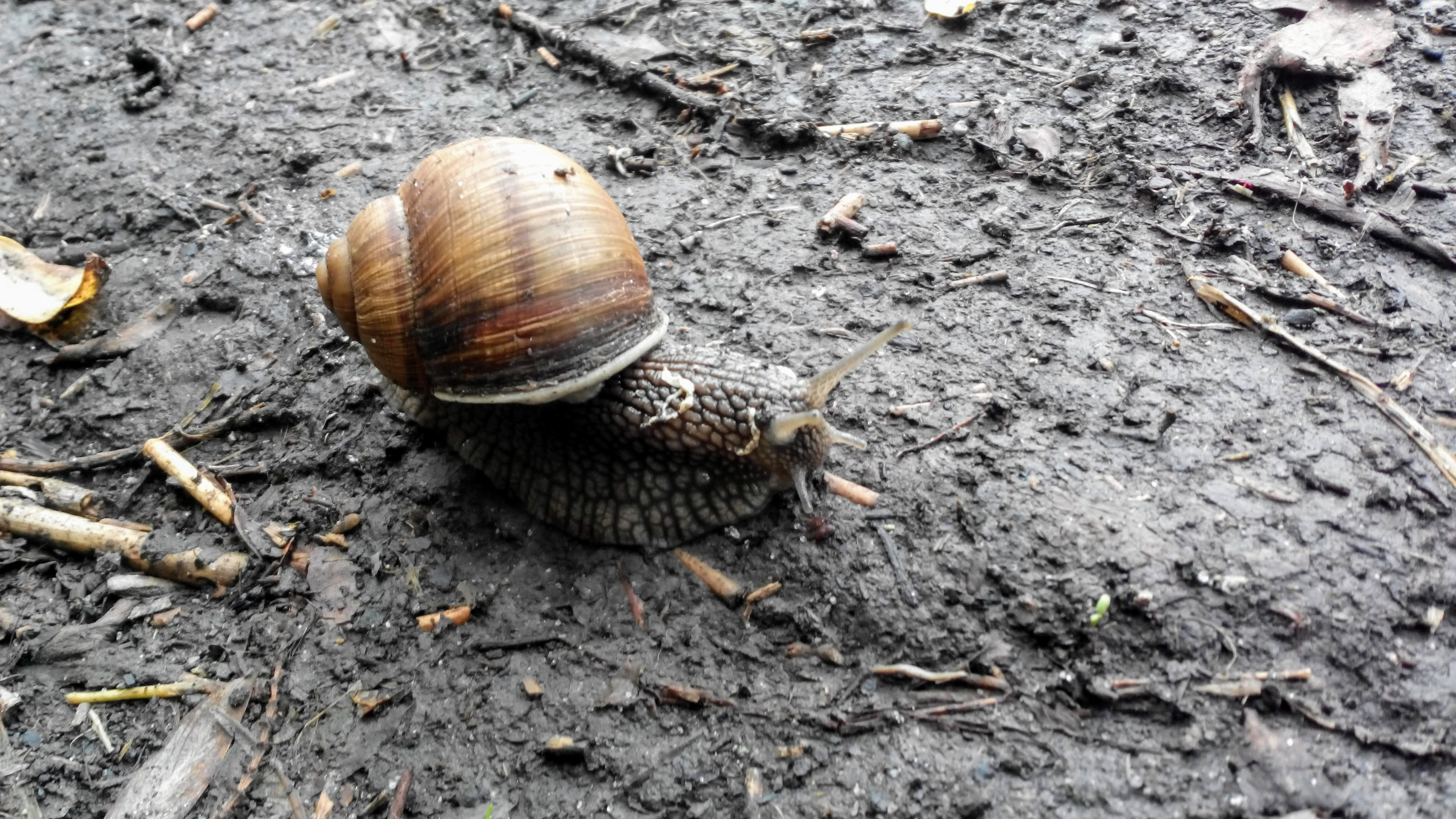
Равлик виноградний (Helix pomatia Linnaeus)

Зазвичай використовують при приготуванні виноградного равлика, рідше садового і великого строкатого равликів. Страва доволі корисна, оскільки равлики містять 15 % білка, 2,4 % жиру та близько 80 % води. Високий вміст вітаміну В6 сприяє легкому засвоєнню їх білкового м'яса. М'ясо равликів містить велику кількість цінного білка, майже в 1,5 рази перевищує вміст його в курячому яйці. Воно за своїм складом маложирне, дуже поживне. Так само містить комплекс амінокислот, завдяки чому використовується в якості дієтичного продукту.
У Франції найбільш цінуються бургундські равлики, які продаються по всій Франції у вигляді консервованих напівфабрикатів. Підкреслюючи бургундське походження, ці равлики називають «Ескарго де Бургонь». Равлики з інших регіонів цінуються менше і коштують дешевше.
У південній Франції, насамперед Руссильйоні і Провансі, Іспанії, Сардинії (Італія), Мальті при приготуванні цієї страви використовують частіше садового равлика.
У Марокко страву переважно вживають взимку, оскільки вважають, що равлики корисні при боротьбі з застудою або ревматизмом.

## Приготування
У французькій кухні очищають, вбивають, виймають зі своїх оболонок і готують з часниковим маслом (часник, вершкове масло і петрушка), курячим бульйоном або вином, а потім повертають назад у мушлі разом з маслом та соусом для подачі. Можуть бути додані додаткові складники, як часник, чебрець, петрушка і кедрові горіхи. Рецепт з часниковим маслом називається ескарго по-бургундськи. Його запікають разом з маслом. У процесі приготування м'ясо равликів вбирає всі аромати спецій. В ескарго по-лімузенськи до суміши окрім петрушки, часника додають волоські горіхи. В Ельзасі равлики тушкують у м'якому сирі. У Франш-Конте — з канкуайотом, зморшками та смаженими сосиками Морто. Крім того, ескарго можна готувати на рішитці, в соусі, способом фламбе (гарячий коньяк). Гарнір може складатися з лісових грибів.

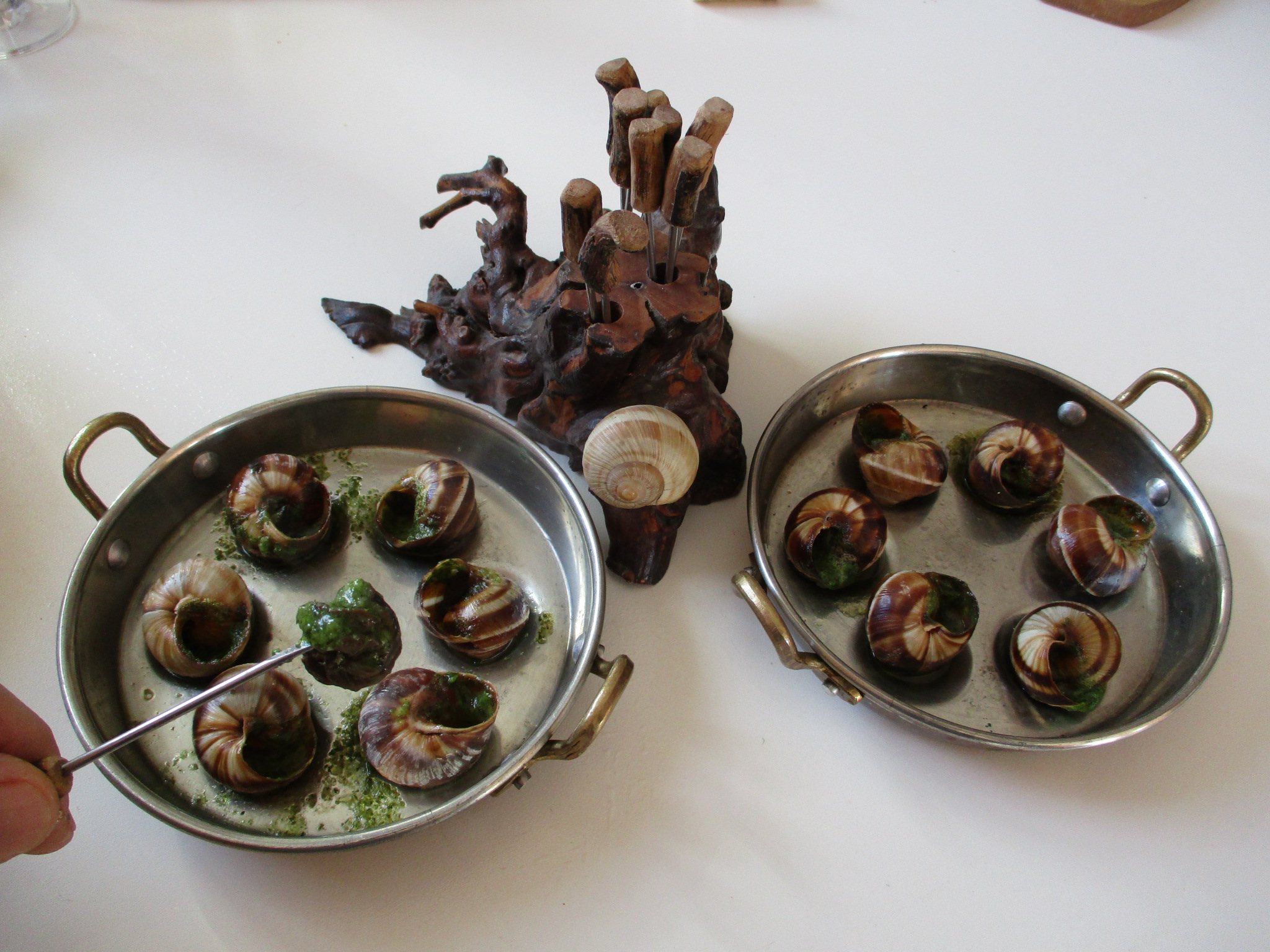
Ескарго по-бургундськи
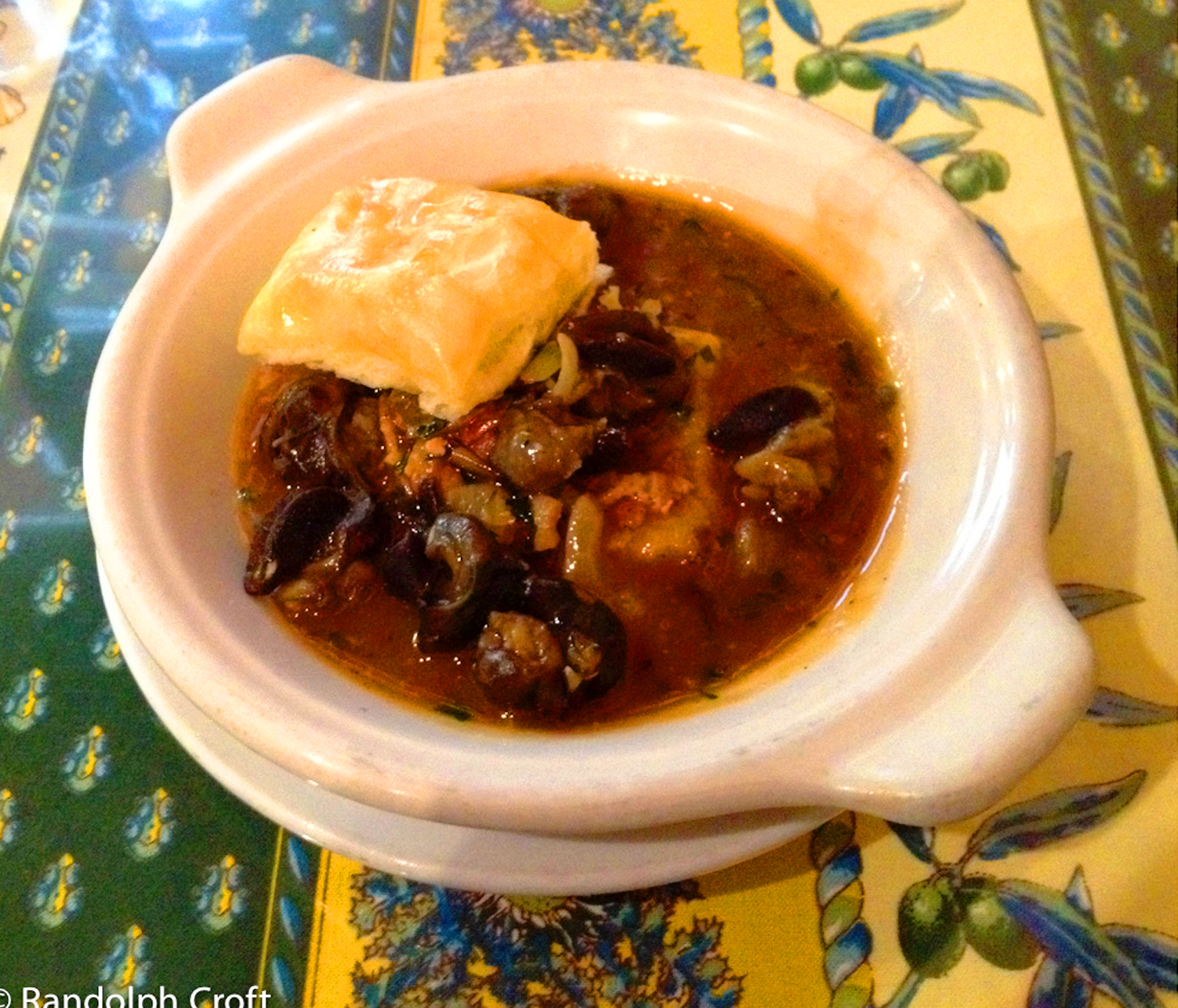
ескарго по-бордоськи
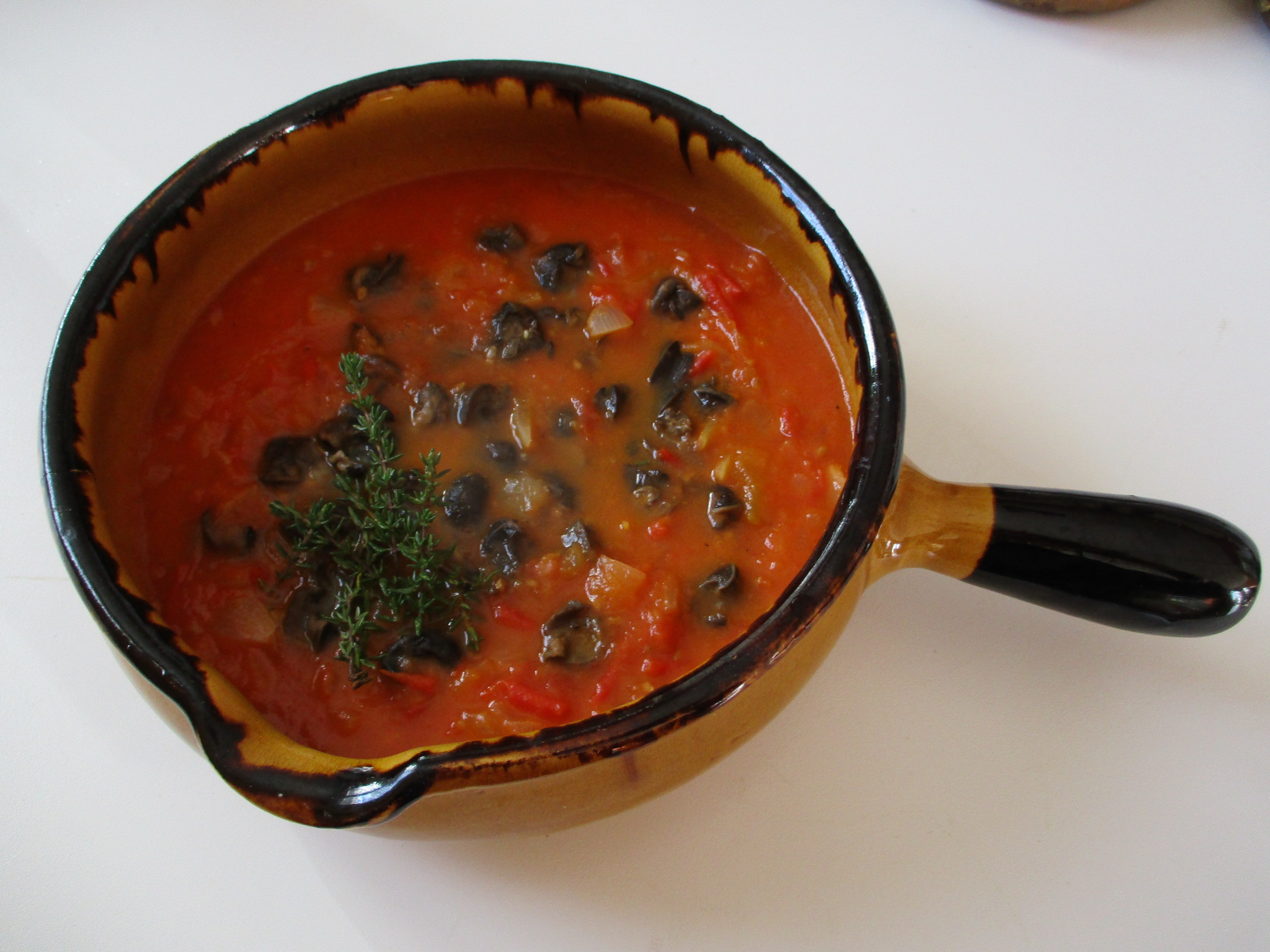
Ескарго по-прованськи
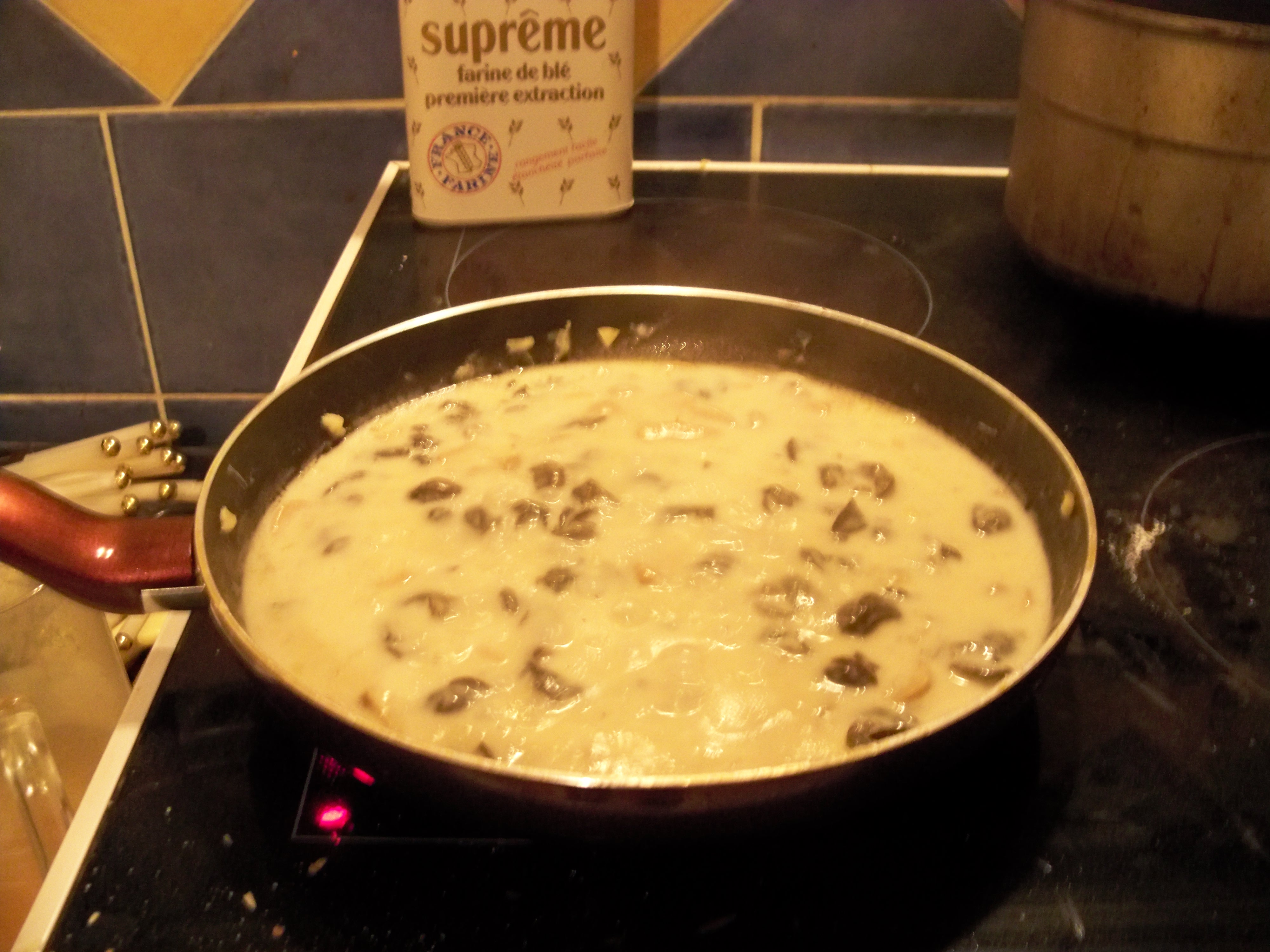
Ескарго по-ельзаськи
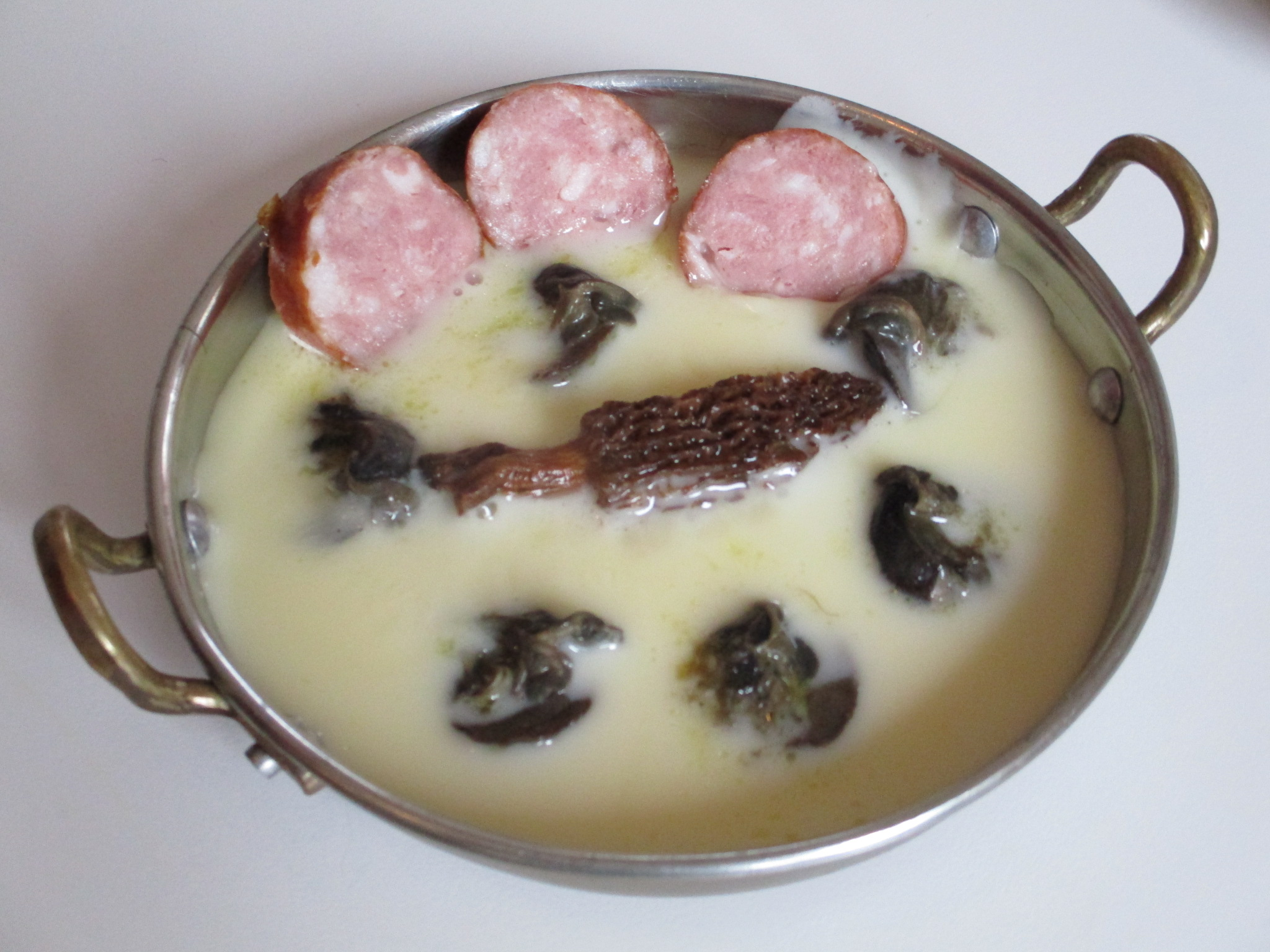
Ескарго ля Франш-Конте

В італійській кухні після процесу очищення запікають або варять равликів у мушлях, м'ясо приправляють вершковим маслом, часником, цибулею і петрушкою.
У грецькій кухні їх переважно готують на острові Крит, де зберігся вплив італійської кухня. Равликів спочатку готують, очищаючи їх від ймовірного небажаного вмісту їх травної системи. Процес, що використовується для цього включає комбінацію голодування (8-10 днів) та очищення або просто годування їх корисною заміною. Це може зайняти декілька днів. Потім варять у білому вині з лавровим листям, селерою та цибулею, слідом за цим вкривають борошном та обсмажують з розмарином та оцтом.
В іспанській кухні називають караколес. Равлики ретельно промити, потім трохи проварити (кидають у холодну воду), потім знову промити. Слідом за цим равлики в мушлях смажать на оливковій олії разом з цибулею та нечищеним часником, також солять і додають спеції. Після тушкування з цибулею та часником, додаються протерті томати. Доводиться до готовності. В Каталонії страва називається караголада, що готується на грилі з соусом айолі або виноградним оцтом.
В португальській кухні страва називається караколеташ. Є сезонною закускою з травня до серпня. Після очищення та тримання у суміші трав, равликів з мушлями запікають на шарі солі і подають з розтопленим вершковим маслом і хлібом. 

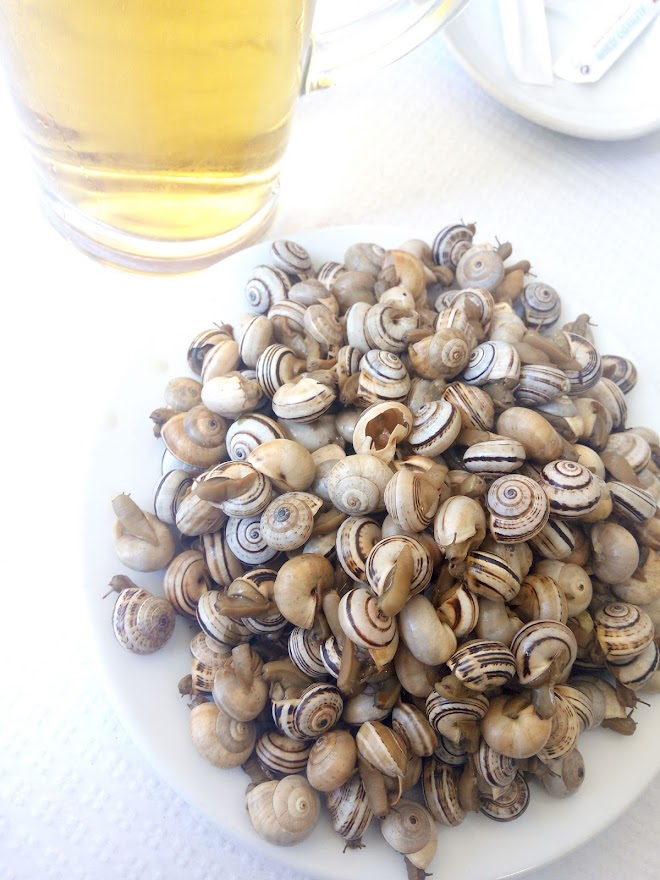
Миска каракойш

До пива та іншого алкоголю у Португалії подають миску невеликих равликів каракойш (порт. caracóis). Ця страва відрізняється від ескарго по-французьки — використовують менші види равликів Theba pisana та Otala lactea, їх варять у підсоленій воді з додаванням оцту, потім знову промивають і варять зі спеціями і овочами (часник, цибуля, орегано і гострий перець малагета). 
У мальтійській кухні страва називається беббукс. Використовується садовий равлик. равликів просочують червоним вином або елем з м'ятою, базиліком та майораном. Равликів готують і подають у своїх мушлях.
У марокканській кухні страва називається «ґхлал», є дуже популярною вуличною їжею. Равликів готують у кухлі, наповненому гарячою водою, спеціями та зеленню. Після закінчення часу приготування подають у маленьких мисках з їх бульйоном і вживають в гарячому вигляді.

## Вживання

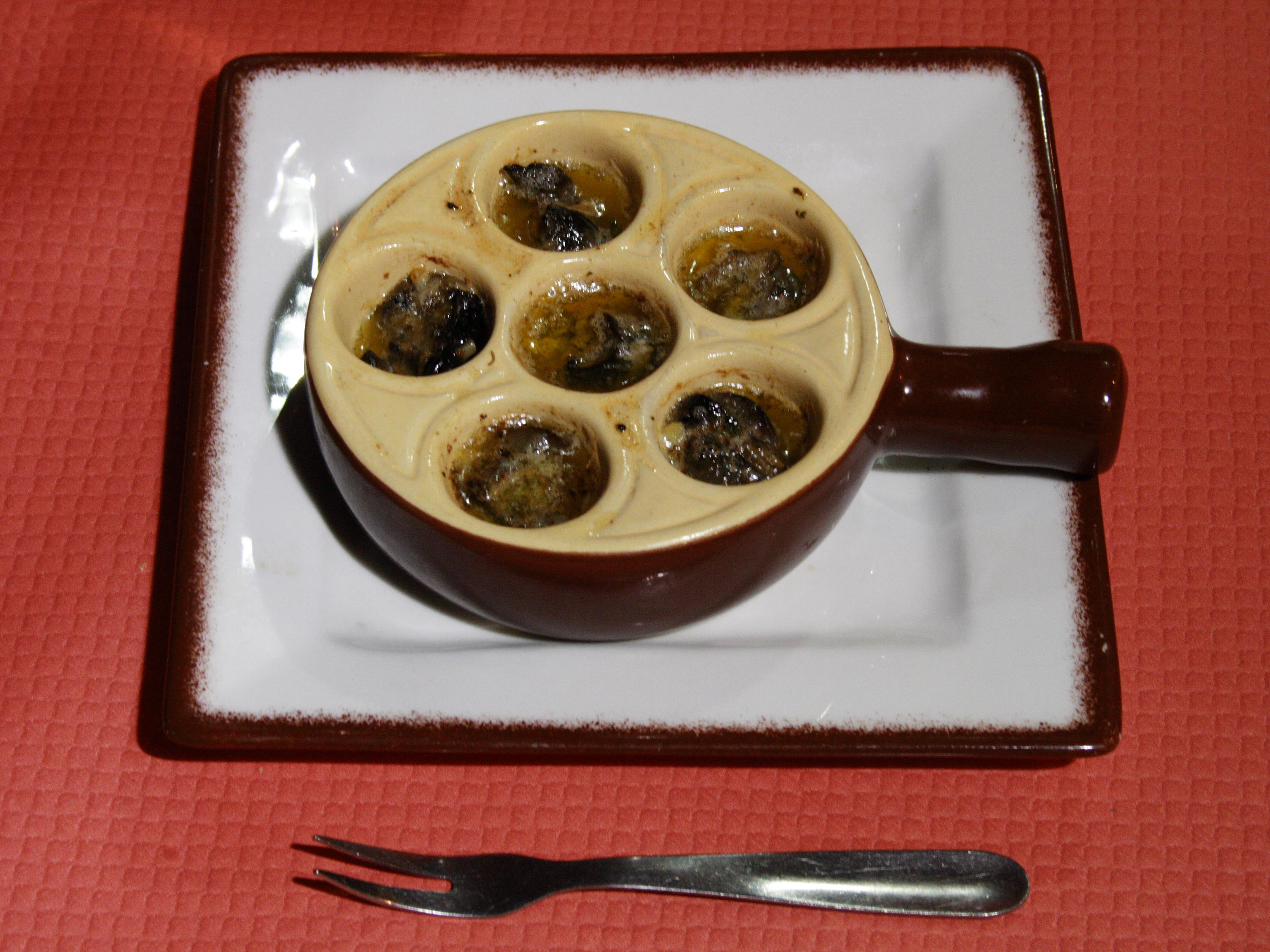
Ескарго в металевому лотку

Зазвичай у Франції передбачені спеціальні щипці для тримання шкаралупи та виделки для витягання м'яса, і їх подають на металевих лотках з місцями для 6 або 12 равликів. Вживають з хлібом та білим сухим вином. В Іспанії та Португалії равликів з мушель дістають спеціальним гачком. В Португалії вживають з хлібом та пивом.